# Onoufri Stepanov
Onoufri Stepanov (russe : Онуфрий Степанов) (mort le 30 juin 1658) était un cosaque de Sibérie et un explorateur du fleuve Amour à une époque marquée par des conflits entre les Russes et les Mandchous.

## Chronologie
1653 : Après l'arrestation et le départ pour Moscou de Ierofeï Khabarov, Onoufri Stepanov est nommé dans la région de la Daourie dans la haute vallée de l'Amour et prend la charge des 320 hommes restés sur place. Manquant de grains et de bois, ils décident de descendre le fleuve au-delà de la rivière Sungari dans le pays des Douchères (en). Malgré des escarmouches, la mission est un succès, ils trouvent de la nourriture et peuvent prélever un iassak (tribut) considérable chez les Douchères.
Stepanov passe les années suivantes dans cette région, mais doit faire face à l'armée mandchoue de la dynastie Qing. Il meurt le 30 juin 1658 à la suite d'une bataille contre des soldats mandchous et coréens.